# Vlasatița, Vrața
Vlasatița (în bulgară Власатица) este un sat în comuna Vrața, regiunea Vrața,  Bulgaria. 

## Demografie
Componența etnică a satului Vlasatița
     Bulgari (92,93%)
     Romi (6,21%)
     Nicio identificare (0,84%)
     Altele (0%)
La recensământul din 2011, populația satului Vlasatița era de 354 locuitori. Din punct de vedere etnic, majoritatea locuitorilor (92,93%) erau bulgari, cu o minoritate de romi (6,21%). Pentru 0,84% din locuitori nu este cunoscută apartenența etnică.